# Dresden Mord: Nachtgestalten
Nachtgestalten ist ein deutscher Fernsehfilm von Hannu Salonen aus dem Jahr 2016. Es handelt sich um die zweite Folge der ZDF-Krimiserie Dresden Mord mit Anja Kling und Lisa Tomaschewsky in den Hauptrollen.

## Handlung
In ihrem zweiten gemeinsamen Fall haben die Dresdner Hauptkommissarin Bärbel Wallenstein und ihre Tochter Kim den Mord an dem rumänischen Restaurantbesitzer Marius Goian aufzuklären, der zunächst nach einem Raubmord aussieht. Bei weiteren Ermittlungen stellte sich heraus, dass Goian vor zwei Jahren unter dem Namen Selin, für den Rotlicht-Boss Aleksej Petrov gearbeitet hatte und plötzlich spurlos verschwunden war. Anhand gefundener Blutspuren hielt man ihn seinerzeit für tot. Nun ist er es wirklich und die Ermittlungen richten sich auf Aleksej Petrov.

## Hintergrund
Nachdem die erste Episode Dresdner Dämonen noch unter dem Reihentitel Die Wallensteins gesendet wurde, erfolgte mit Nachtgestalten eine Umbenennung der Reihe in Dresden Mord um eine Analogie zu der bereits bestehenden Krimireihe München Mord herzustellen.

## Rezeption

### Einschaltquote
Die Erstausstrahlung von Nachtgestalten am 4. Juni 2016 im ZDF erreichte 4,96 Millionen Zuschauer und einen Marktanteil von 18,7 Prozent. Damit lag er geringfügig unter der Vorgängerfolge.

### Kritik
Rainer Tittelbach von tittelbach.tv meinte recht anerkennend: „Der Film von Krimi-Experte Hannu Salonen […] ist ein handlungsintensiver, solide gemachter Whodunit-Krimi mit zwei toughen Frauen und einer klar erzählten Geschichte, bei der die Wirkung auf den Zuschauer an erster Stelle steht. Clever veredelt wird der konventionelle Genrefilm durch eine moderne Inszenierung inklusive einer attraktiven Optik, in die sich auch die beiden Hauptdarstellerinnen nahtlos einpassen.“